# Сэнсоун, Мария
Мари́я Грэйс Сэнсо́ун (англ. Maria Grace Sansone; 26 февраля 1981, Эри, Пенсильвания, США) — американская журналистка и телеведущая. Известна тем, что стала спортивным журналистом в возрасте 11-ти лет после того, как она впечатлила репортёра Майка Галлахера, который дал ей вести сегмент «Down to Size». С 2011 года она ведёт утреннее телевизионное шоу «Good Day L.A.».

## Личная жизнь
С 28 июля 2008 года Мария замужем за Джошуа Гутарцем. У супругов есть дочь — Грэйс Луиз Гутарц (род.31.12.2013).